# Дэй, Прайс
Прайс Дэй (англ. Price Day; 4 ноября 1907, Плейнвью, Техас — 29 января 1978, Балтимор, Мэриленд) — военный корреспондент, колумнист, политический комментатор и редактор Baltimore Sun. За серию репортажей о первых этапах независимости в Индии в 1949 году Дэй получил Пулитцеровскую премию за международный репортаж.

## Биография
Родился 4 ноября 1907 года в техасском городе Плейнвью. В 1917 году переехал с семьёй в Чикаго. Получив степень бакалавра в Принстонском университете в 1929 году, более десяти лет работал карикатуристом и внештатным сотрудником для разных изданий, в частности автором научно-фантастических историй в Saturday Evening Post и Collier’s. В 1942 году переехал в штат Флориду, где получил должность заведующего отделом городских новостей в локальной газете Форт-Лодердейла. Но уже через год его как военного корреспондента Baltimore Sun направили освещать средиземноморский театр военных действий. Присоединился к 8-й воздушной армии, участвовал в Анцио-Неттунской операции, кампании союзных сил в Италии, освобождении юга Франции в 1944 году и прорыве «Линии Густава» под Вогезами. В 1945 году Дэй присутствовал на подписании акта о капитуляции Германии в Реймсе. В послевоенный период освещал Потсдамскую конференцию, Нюрнбергские процессы, восстановление привычного уклада жизни и развитие обстановки в Чехословакии, Франции, Германии и странах Карибского бассейна. Его опыт позволил журналисту возглавить группу авторов Sun во время крупномасштабного исследования о всеобщем благосостоянии Великобритании и изменений в экономике страны по окончании военных действий.
В 1948 году Прайс Дэй отправился в Индию, где написал серию из двенадцати статей «Эксперимент со свободой: Индия и её первый год независимости». В ходе работы журналист провёл одно из последних интервью Махатмы Ганди. За эти материалы в 1949 году он получил Пулитцеровскую премию за международный репортаж.
Заняв в 1952 году должность редактора Baltimore Sun, вскоре начал вести авторскую рубрику. В 1970-х годах колумнист присоединился к членам Совета Пулитцеровской премии. Но уже в 1975 году Дэй вышел на пенсию и через три года скончался в Мемориальной больнице MedStar.